# پنترفویل
پنترفویل (به انگلیسی: Pentrefoelas) یک منطقهٔ مسکونی در بریتانیا است که در Conwy County Borough واقع شده‌است. پنترفویل ۳۵۶ نفر جمعیت دارد.